# Аба (род)
Род Аба или род Оба (мађ. Aba-nemzetség, Oba-nemzetség), био је један од најобимнијих династија који потичу из ере Арпад. Истоимени предак рода Аба је краљ Шамуел Аба. Још један познати члан породице је провинцијски господар Амадеј Аба.
Древна имања породице Аба налазила су се у долинама у подножју планине Матре и поред рњке Хернад у области Ђенђеша. На основу њих је створена Жупанија Ујвар, која је била јединствена у време оснивања државе, територију коју су касније поделили жупаније Хевеш и жупанија Абауј, које је такође сачувало име породица. Све ово указује да је краљ Иштван створио жупанијски систем заснован на кланским територијама.
Када је створен систем краљевских жупанија, ненасељена шумска подручја и летњи пашњаци углавном су постали власништво краља, али знамо за два изузетка од овога. Породица Чак је могла да задржи цео предео око Вертеша у Фејеру, а клан Аба је задржао део шума дуж планина Матра и реке Хернад. Ово сугерише да су те две породице биле блиски краљеви рођаци, због чега су добили права која је краљ иначе резервисао за себе.Према Анонимусу, принц Арпад населио је Абе у предео испод планине Матра. 
Према Анонимусу, принц Арпад населио је Абе у предео испод планине Матра. 

## Историја рода
Gesta Hunnorum et Hungarorum (1282–85) повезује род Аба са Атилом вођом Хуна. Према Анонимусу, преци породице су били Ед и Едомен који су били племенске старешине, а њихов унук, Пота, дао је саградити замак у Матраљану. Из породице Пота (Пата) потицао је и краљ Шамуел. Анонимусов наратив је под сумњом, пошто су се Куни појавили у Европи тек након Абине смрти. „Куни” овде могу значити Кабаре. Истовремено, Ђенђешпата у подножју Матре носи Патино име. Пата Аба Шамуел је могао имати претка из времена Такшоња или Гезе. Према Шимону из Кезе, Ед и Едемен су били два сина принца Чабе.
Чаба је био Атилин законити син од ћерке грчког цара Хонорија. Чаба је имао два сина, Едемена и Еда. Едемен је ушао у Панонију са очевом и мајчином пратњом (мајка му је била Коросминијанка) када су се Мађари вратили по други пут, док је Ед остао у Скитији са својим оцем. Чаба је предак клана Аба.— Gesta Hunnorum et Hungarorum
Аба Шамуелов отац је такође могао бити Чаба (Цеба), који је као дворјанин, односно палатин, био присутан заједно са надбискупом Шебешченом на освећењу опатије Панонхалм око 1005. године. Да се предак по имену Чаба односи се на потоњег, указује податак да је око 1067. године Абин син Петар дао део свог имања званог Чабаракоша, данашња Ракошчаба, дао опатији Сазд. Цабов, Чабамезеје (данас у Словачкој) у Земплену је такође могао бити њихово власништво. Иза легенде о принцу Чаби, за кога Анонимус каже да је предак Абака, могао би да стоји овај Чаба. Ед и Едомен су били племићи у време освајања. Касније је и Аба Шамуел био палатин, тачније дворски бискуп, овај положај је био претходник палатинског достојанства (Кристо). У циљу јачања односа између две породице, тадашњи глава породице се оженио Шаролтом, ћерком принца Гезе (сестре мађарског краља Стефана I), и тако постао унук његовог сина, принца Шамуела Гезе.
Према историчарима, породица је касније себе назвала Аба јер је као правни основ сматрала имовинске односе из времена краља Стаефана.
Њихова древна имања била су у жупанији Хевеш, али су убрзо стекли земље и у жупанијама Абауј и Шарош. Породични манастир Шарон је саградио Аба Самуел. Осим тога, постали су и ктитори манастира у Верешмарту, Дебрецину, Сеплаки, Мишљи, Сазди и Пруђу.